# Julio Tapia Falk
Julio Gustavo Tapia Falk (Santiago, 1927 - ibíd, 3 de abril de 2014) fue un abogado y militar chileno, miembro de la Fuerza Aérea con rango de coronel. Se desempeñó como rector designado de la Universidad de Chile entre 1975 y 1976 durante la dictadura militar del general Augusto Pinochet. Además, fue asesor de la Junta Militar de Gobierno, siendo miembro de su Comisión Legislativa; y de quien fuera comandante en Jefe de la institución aérea, Gustavo Leigh.
Posterior al final del régimen en 1990, ejerció su profesión como representante legal del exdirector de la DINA, Manuel Contreras, en el período en el que se refugió en el Hospital Naval de Talcahuano en la década de 1990. Asimismo, en 2002, presentó un recurso de protección contra la obra teatral "Prat", por considerarla deshonrosa para la memoria del héroe del combate naval de Iquique.
Falleció el 3 de abril de 2014, en Santiago. Sus funerales se llevaron a cabo en el Cementerio General, luego de una misa efectuada en la iglesia Santa María de la comuna de Las Condes.